# Яценко, Александр Степанович
Александр Степанович Яценко (1842—1897) — доктор медицины, доцент университета Св. Владимира по кафедре хирургии.

## Биография
Из обер-офицерских детей.
Окончил Киевскую 1-ю гимназию (1861) и медицинский факультет Университета Св. Владимира со степенью лекаря (1867), причем получил золотую медаль за сочинение «Проникают ли брызги жидкостей, разбиваемых в обыкновенных раздроблениях при вдыхании, в паренхиму легких, или нет?».
По окончании университета более полутора лет состоял земским врачом в Ананьевском уезде Херсонской губернии. Затем отправился за границу, где занимался: в Берлине у Барделебена и Лангенбека, в Вюрцбурге — у Лингардта и Реклинггаузена, в Лондоне — в различных госпиталях, в Вене — у Бильрота, Диттеля и в лаборатории Штриккера. В 1871 году, по защите диссертации «К вопросу о перенесении или прививке отделенных кусочков кожи к грануляционным поверхностям» в Медико-хирургической академии, был удостоен степени доктора медицины. Вернувшись в Киев, в 1873 году был утвержден в звании приват-доцента по кафедре хирургии в университете Св. Владимира, а в 1875 году — доцентом по той же кафедре. Дважды избирался экстраординарным профессором по кафедре хирургии, однако не был утвержден в этом звании. Совместно с А. К. Флейшером издал «Учебник клинической и оперативной хирургии» Э. Альберта. Из наград имел орден Св. Станислава 3-й степени (1883) и сербский орден Такова 3-й степени (1876).
В 1876—1879 годах состоял сверхштатным ординатором Киевского военного госпиталя, заведуя госпитальной хирургической клиникой. С 1875 года состоял консультантом при Киево-Кирилловских богоугодных заведениях, где безвозмездно проработал более двадцати лет. В 1882 году ему вновь было поручено заведование хирургической клиникой. Кроме того, в 1886—1893 годах избирался гласным Киевской городской думы.

## Сочинения
- Проникают ли в паренхиму легких жидкости, дробимые обыкновенными пульверизаторами // Современная медицина, 1864.
- Zur Lehre von der Behandlung penetrirender Brust und Lungenwunden // «Ceniralb. f. die med. Wiss.», 1870.
- К вопросу о перенесении или прививке отделенных кусочков кожи к грануляционным поверхностям. — СПб., 1871
- Ueber die Transplantation abgetrennter Hautstücke // «Medic. Jahrbuch.», 1871.
- Военно-медицинские материалы северо-американской войны за освобождение негров // Военно-медицинский журнал, 1871—1872.
- Обзор медико-хирургической литературы франко-прусской войны за 1871—72 г. // Военно-медицинский журнал, 1873.
- Отчет о деятельности киевского полевого лазарета в Сербии // Университетские известия, 1877. №3.
- Альберт Э. Учебник клинической и оперативной хирургии / Под ред. и с прим. с 1-24 л. доц. хирургии А. С. Яценка и 25-35 л. прив.-доц. А. К. Флейшера. — Киев, 1883.